# Hyperthaema perflammans
Hyperthaema perflammans là một loài bướm đêm thuộc phân họ Arctiinae, họ Erebidae.